# Zápletka
Zápletka je důležitá část literárního, literárně-dramatického či filmového díla, která jeho děj výrazně komplikuje - zamotává, zaplétá a dělá jej složitějším. Používá se zde obvykle proto, aby se příběh díla stal pro čtenáře či diváka zajímavý, napínavý respektive atraktivní a aby tak byla upoutána jeho pozornost. Jejím opakem je pak rozuzlení (dějová katarze), které se obvykle vyskytuje v závěru uměleckého díla s tím, že k žádnému rozuzlení nemusí vždy nutně dojít a dílo má tak otevřený konec (není zde tedy zcela jasné jak bude děj dále pokračovat).